# Vriesea rectifolia
Vriesea rectifolia är en gräsväxtart som beskrevs av Werner Rauh. Vriesea rectifolia ingår i släktet Vriesea och familjen Bromeliaceae. Inga underarter finns listade i Catalogue of Life.